# Kungsgatan, Göteborg
För andra betydelser, se Kungsgatan.

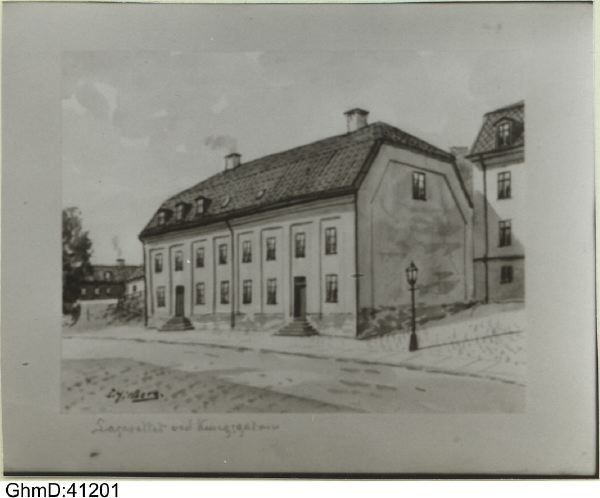
Garnisonssjukhuset 1755–1907, akvarell av E. Hillberg. Sjukhuset låg vid korsning mellan Kungsgatan och Lasarettsgatan. Bildsamlingen vid Göteborgs stadsmuseum.

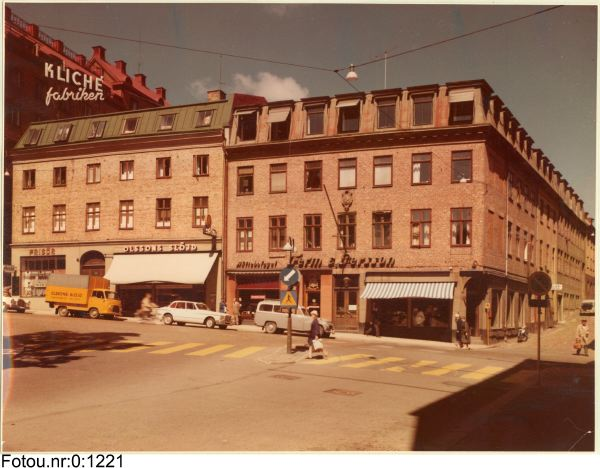
Kungsgatan 20 och 22 i hörnan av Ekelundsgatan, som syns till höger i bild. Foto från 1961. Göteborgs stadsmuseums bildsamling.

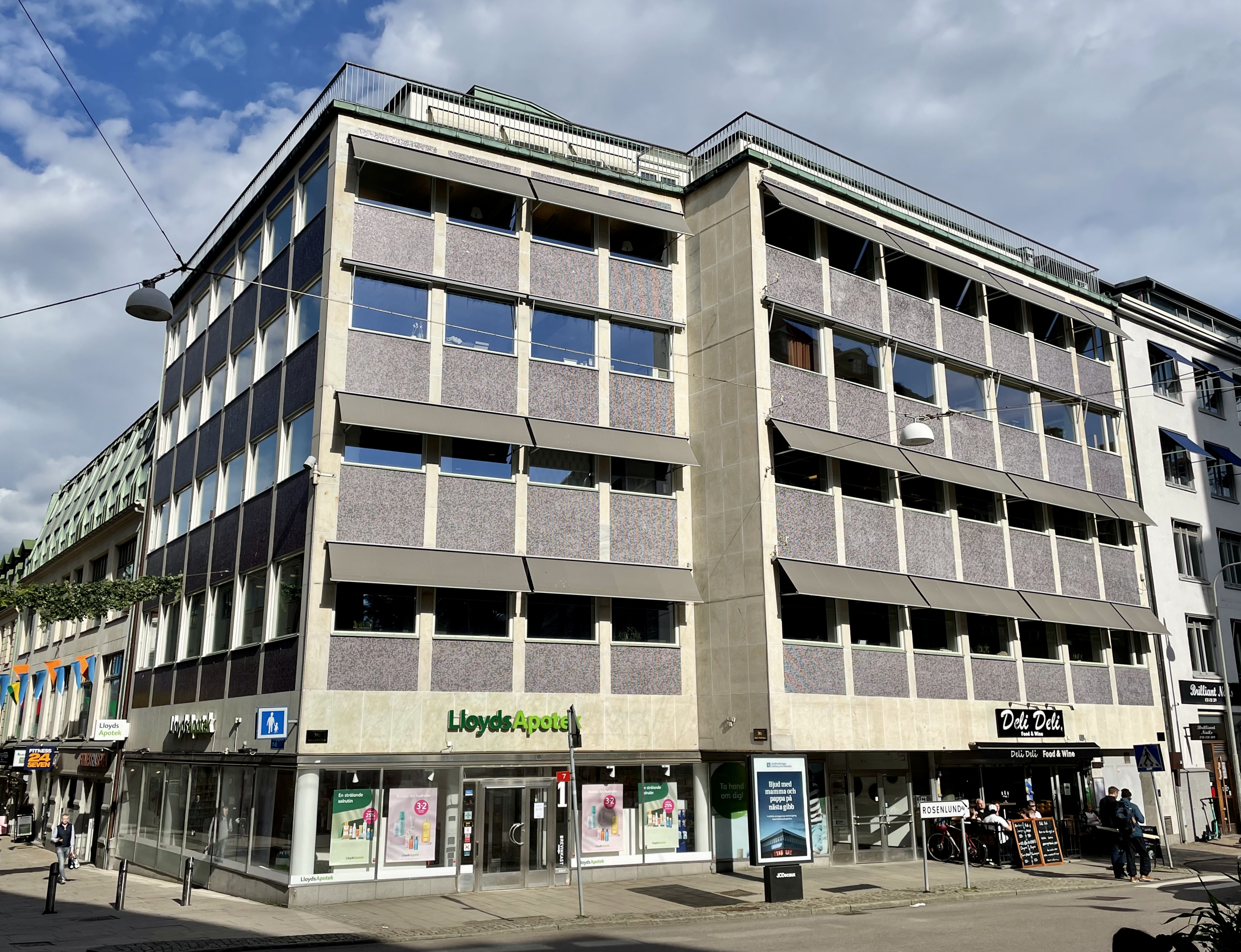
Hörnet av Kungsgatan 13 och Kaserntorget 1-2.

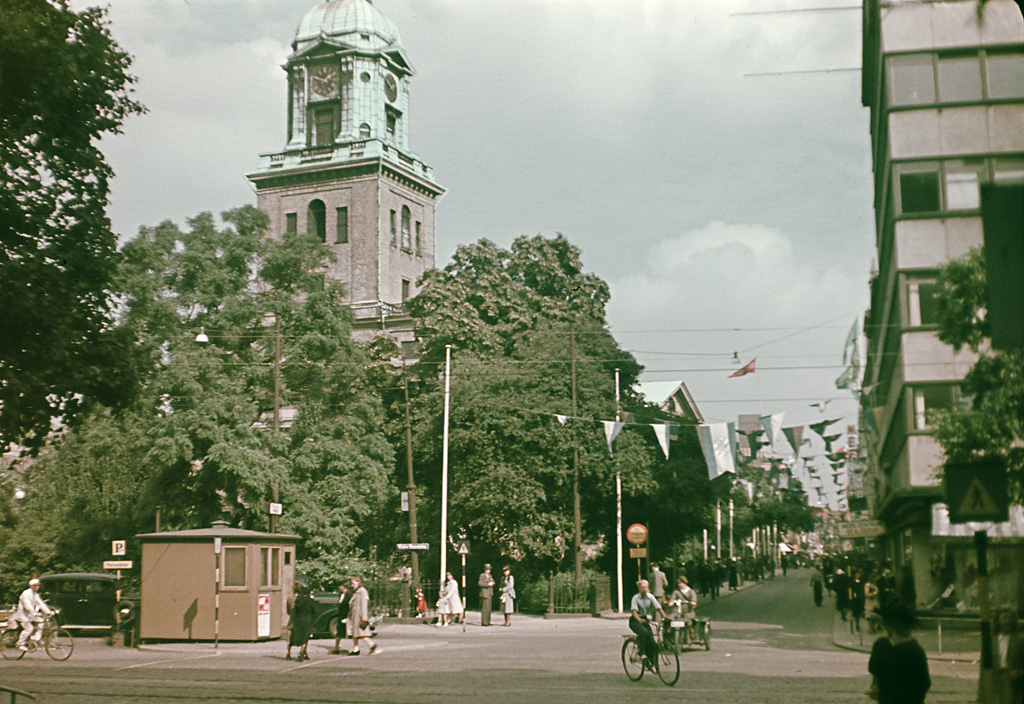
Kungsgatan vid Domkyrkan (1944).

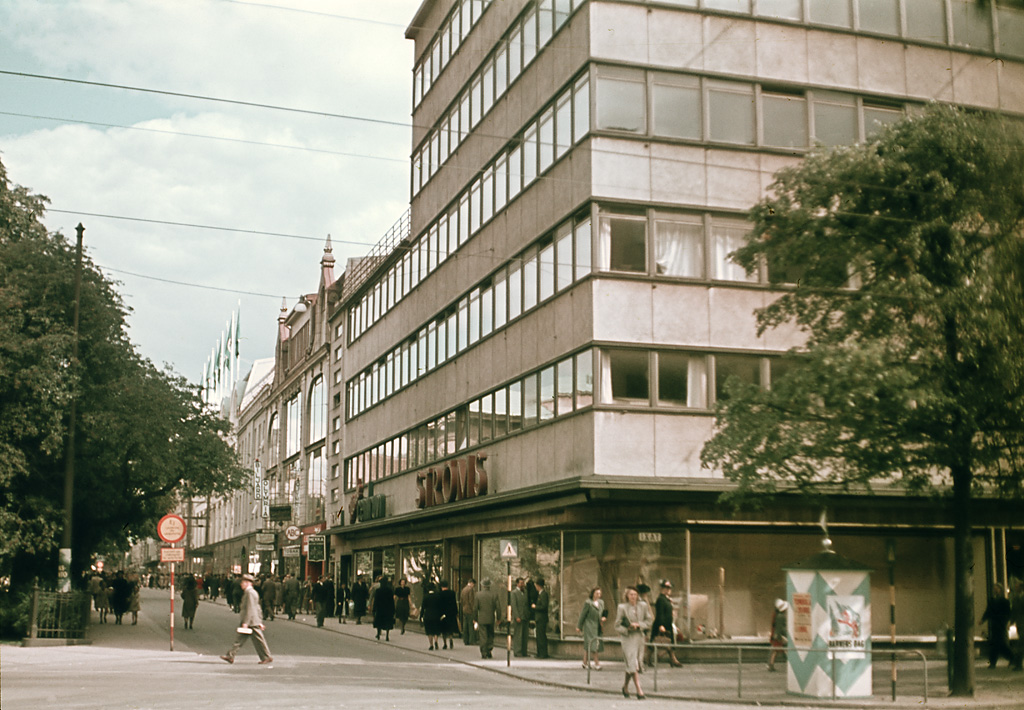
Kungsgatan och Ströms hörna (1943).

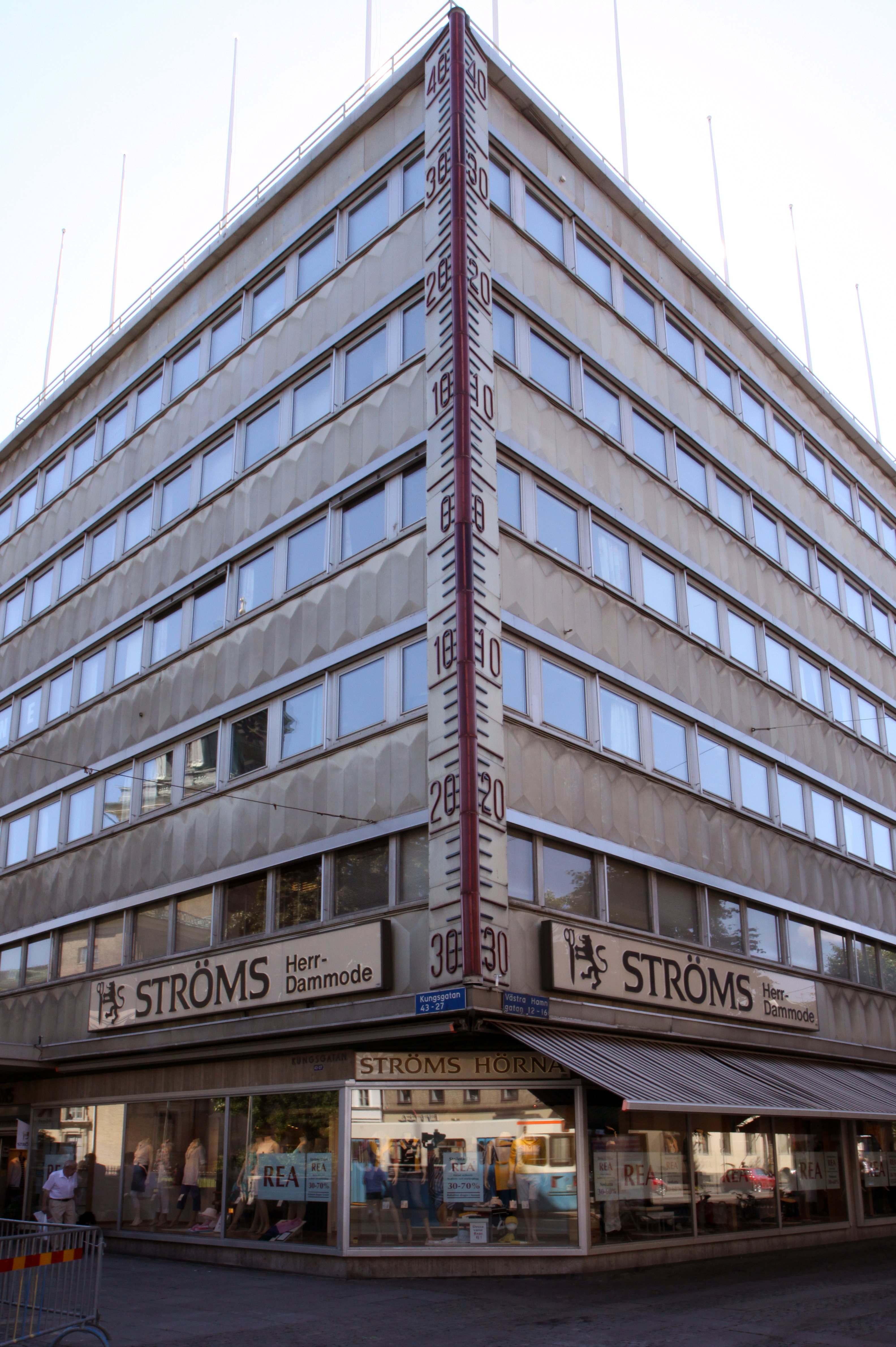
Ströms hörna ligger i korsningen mellan Kungsgatan och Västra Hamngatan (2009).

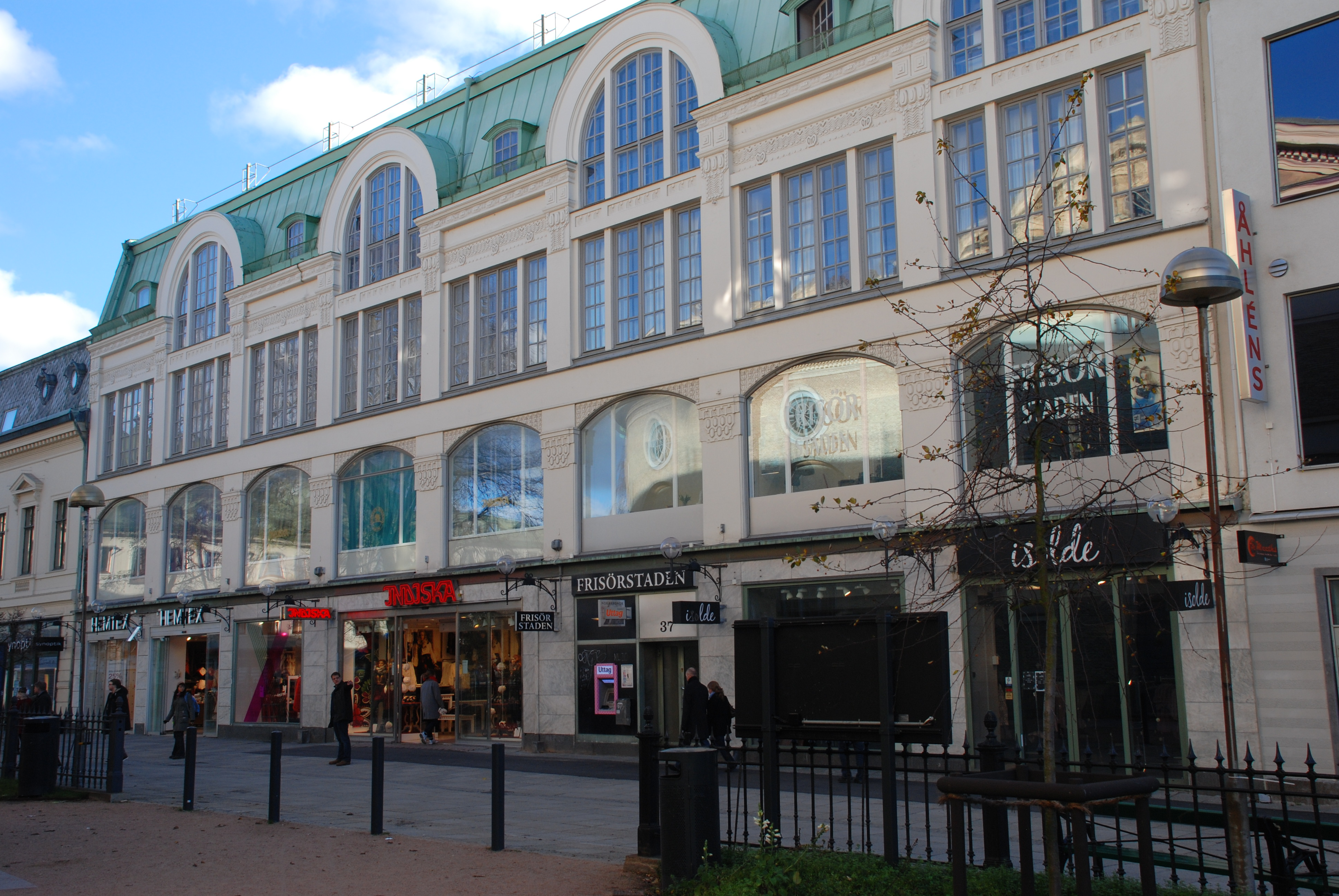
Kungsgatan 37-39 (2010).

Kungsgatan i centrala Göteborg är en cirka 930 meter lång gata, varav 600 meter utgör gågata. Kungsgatan sträcker sig från Esperantoplatsen i väster till Harry Hjörnes plats i öster. Före de båda hamngatorna passerar den Kungshöjd och Otterhällan. År 1900 var dess längd 540 meter, medelbredden var 10 meter och ytan 5 282 kvadratmeter.
År 2006 fanns det cirka 200 företag med adress Kungsgatan. Det finns ett 15-tal restauranger. Bland kaféerna kan nämnas Mekka Bageri och Café, som legat på samma plats sedan 1929. Den mesta besökta nöjeslokalen längs gatan var multibiografen Filmstaden Downtown fram till dess att den lades ner 2007. I den förra biografen finns nu ett Åhléns-varuhus på 4 000 kvadratmeter.

## Historia
Namnet på gatan fastställdes sannolikt i samband med den år 1621 beslutade stadsplanen och det skrevs Konungzgatun 1621-39, Konnungs gatan 1644, Konungsgatan 1669-1739 och Kungsgatan först 1815. Det var som en hyllning till Göteborgs grundare Gustav II Adolf som gatan fick sitt namn, men också efter mönster av Koningstraat i Amsterdam från stadens utvidgning 1585. Kungsgatan i Göteborg är den äldsta gata i Sverige som bevarat detta namn. "Kungsgatan kallas den gata som är den betydelsefullaste inom stadens murar", skriver italienaren Leon Battista Alberti, grundläggare av renässansens arkitekturteori. Kungsgatan gjordes också bredare än alla andra gator i samband med de första stadsplanerna.
Vid Kungsgatans början, mellan Otterhällan och Kungshöjd, fanns en av stadens portar som först kallades Västerport eller Lille port. Sedan benämndes den ofta Hållgårdsporten efter bastionen med samma namn och senare mera officiellt Karls port. Den revs 1820. 
Garnisonssjukhuset byggdes efter ritningar av Bengt Wilhelm Carlberg och låg ungefär vid tomten för nuvarande Kungsgatan 10. Huset var en av de byggnader, som klarade sig vid den stora branden 1804. När Kungl. Göta Artilleriregemente år 1895 flyttade, från området vid Otterhällan till nya kaserner på Kviberg, hade byggnaden tjänat ut som sjukhus. Den hyrdes istället ut till Frälsningsarmén. Huset kom då att användas som härbärge.
År 1907 såldes den gamla sjukhusbyggnaden för att snart rivas och ge plats för ett sexvåningshus. Det nya huset som uppfördes 1908–09 ritades av arkitekt Hjalmar Zetterström vid byggnadsfirman Zetterström & Jonsson. Fastigheten, som innehåller såväl bostäder, kontor som butiker, har senare genomgått flera moderniseringar samt om- och tillbyggnader.
Bland de mera välkända näringsidkarna, som varit verksamma i huset, kan nämnas Mattlagret vilket etablerade sig i bottenvåningen redan 1933.
Kungsgatans sträckning mellan Lilla och Stora Otterhällan kallades under 1700- och 1800-talet för "Hästbacken", efter de hästmarknader, som ägde rum här.
Olssons Slöjdaffär förvärvade Kungsgatan 20 år 1953. Slöjdaffären hade sin rörelse i huset fram till 1962 då fastigheten efter en rad transaktioner övertogs av Byggnads AB Balken – AB Armerad Betong. Detta företag lät riva huset och grannhuset på Kungsgatan 22, liksom ett antal hus vid Ekelundsgatan och Övre Kyrkogatan. Istället uppfördes det nuvarande stora affärskomplexet efter ritningar av arkitekt Nils Einar Eriksson. Huset stod klart 1965 – nu med fastighetsbeteckningen kvarteret 60 Hästkvarnen 10. Vid uppförandet av det nya huset i kvarteret förbereddes för en tunnelbanestation under huskomplexet.
Här startade Turitz-koncernen ett stort EPA-varuhus. Det visade sig vara en mindre lyckad investering varför det lades ner våren 1975. I de lediga lokalerna startade i oktober 1975 efter amerikanskt mönster "Vitess Katalog-Expo", som var ett helägt dotterföretag till Svenska Pressbyrån. Epa-baren fanns dock kvar en tid och Svenska Handelsbanken flyttade hit sitt kontor från Kungsgatan 16. Största delen av fastigheten hyrdes ut till Länsstyrelsen och Telegrafverket. Ytterligare förändringar av interiören har skett, bland annat för en biljardhall och för restaurangverksamhet.
År 1968 gjordes det gågata av den del av Kungsgatan som sträcker sig mellan hamngatorna. Under stenplattorna installerades värmeslingor som gjorde gatan snö- och isfri året runt. Något liknande fanns bara på ett ställe i hela landet, utanför ett köpcenter i Västerås. Året därpå installerades värmeslingor även på Korsgatan och Kungsportsavenyns trottoarer.

## Historik över verksamheter på- och kring Kungsgatan
- Borgerskapets kasern, uppfördes 1793-1799 som kasern för stadens soldater. Revs 1908.
- Meeths, dammodehus.
- Ströms hörna, herr- och damekipering.
- Konsumbagarn, bageri som startades här 1909 (Kungsgatan 9 B).
- Valerius Hansson, startade 1940 en klädaffär i hörnet av Kungsgatan och Magasinsgatan.
- Apoteket Enhörningen, stadens äldsta (1641-1975).
- Göteborgs domkyrka
- Biografen Kronan
- Biografen Victoria
- Biografen Cinema
- Biografen Cosmorama
- Gillblads, ekipering.
- Varuhuset Grand Bazar, senare EPA
- Wettergrens, konfektionsfabrik
- Göteborgs-Posten
- Bräutigams
- Centrumhuset
- Grand parfymeri
- H&M
- Chelsea
- Tessi
- Lindex
- Hilda Lindgrens ateljé

## Föreningen Kungsgatan

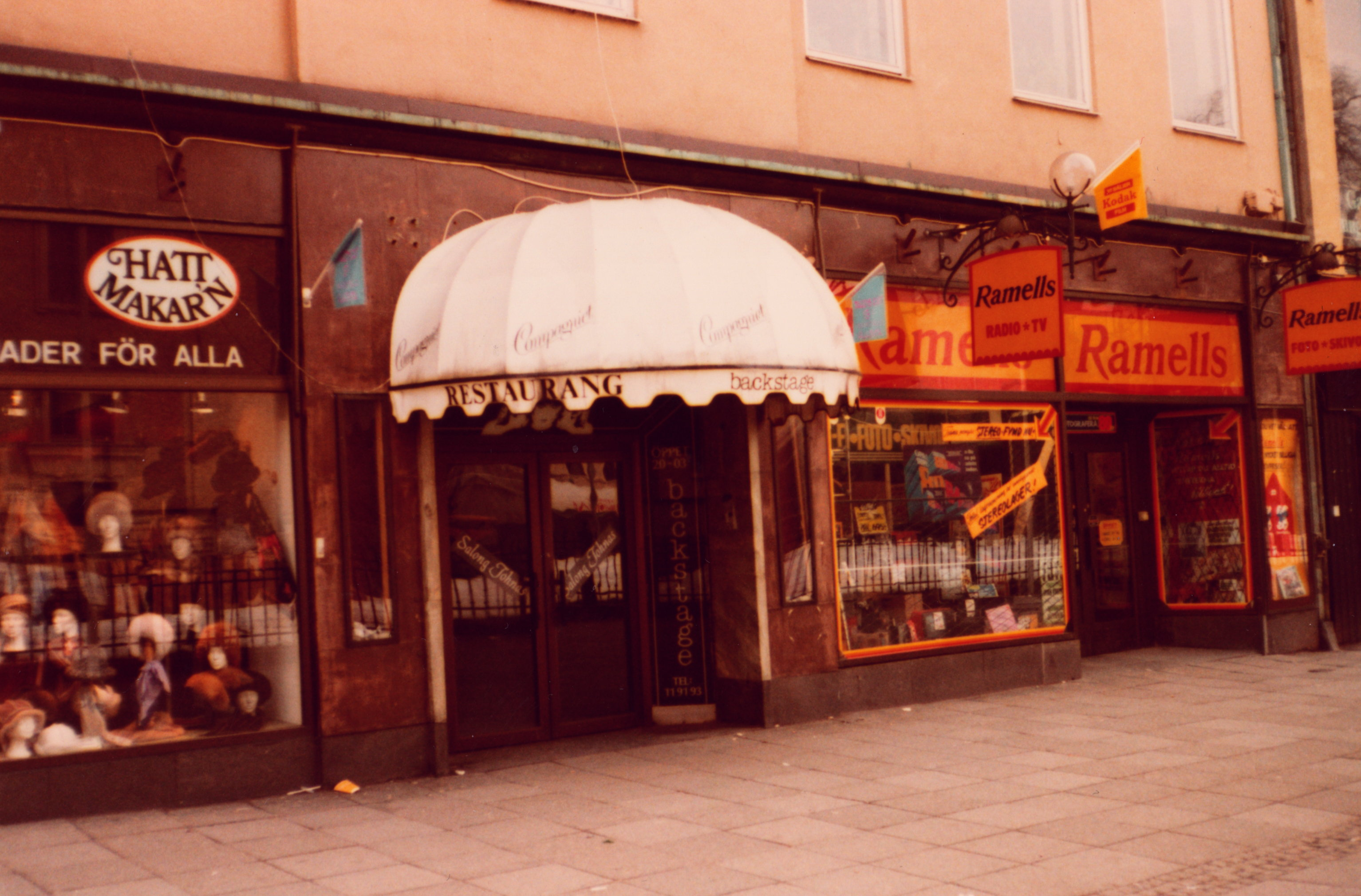
Butiker på Kungsgatan 1975.

Kring år 1920, beskrivs Kungsgatans standard: "Stensättningen var gropig, och renhållningen var det si och så med. Regnade det, bildades polar i körbanan, och affärsmännen klagade över att de fingo sina skyltfönster och husväggar överstänkta med smuts. Den oregelbundna stensättningen vallade också, att den tunga trafiken åstadkom våldsamma skakningar i husen. Även i en del andra avseenden fanns det åtskilligt att anmärka på för den som »höll» på sin gata och gärna ville se den i ett så förnämligt skick som möjligt – till båtnad för såväl affärslivet vid själva gatan som för hela staden."
Affärsmannen C.W. Persson tog år 1922 initiativet till en cirkulärskrivelse till Kungsgatans affärsmän och fastighetsägare, där han föreslog bildandet av en förening, som kunde verka för Kungsgatans utveckling. Han skrev inledningsvis: Kungsgatan är och kan fortfarande förbli en av vår stads förnämsta affärsgator. Det gäller dock att fastighets- och affärsinnehavare på allt sätt bemöda sig om att giva gatan den prägel den berättigar. De första åtgärder, som måste vidtagas är att söka förmå vederbörande myndigheter att asfaltbelägga gatan och hålla den ren, till förhindrande av att som nu sker smutsen stänker från bilar och fordon högt upp på skyltfönster och husväggar.-- Ett konstituerande föreningssammanträde hölls därefter den 21 december 1922, då Föreningen Kungsgatan bildades. Föreningens första styrelse bestod av i C.W. Persson, ordförande; G. Mankell, vice ordförande och Nicke Hellman, kassör.
Syftet med föreningen var "-- att på ett effektivt sätt söka tillvarataga fastighetsägarnas och affärsinnehavarnas intressen genom att verka för gatans försköning och förbättring, höja gatans estetiska utseende genom att exempelvis inrikta sig på stilfulla skyltningar och dekorationer, anordnandet av mäss- och marknadsdagar, flaggningar etc." Stadgarna fastställdes den 22 december 1922. Ett av föreningens första beslut gick ut på att under våren 1923 arrangera en reklamvecka. Under våren 1929 asfalterades gatan och trottoarerna belades med klinkers.